# 星之卡比2
《星之卡比2》是一款由HAL研究所制作、任天堂发行的平台类游戏。本游戏在掌机Game Boy上发行。游戏最早于1995年3月21日在日本地区发行，随后于5月1日在北美地区发行，7月31日在欧洲地区发行。
本游戏延续《星之卡比》和《星之卡比 夢之泉物語》中的卡比冒险活动。游戏在战斗中加入三个朋友援助卡比。本游戏也可以在Super Game Boy上运行。
《星之卡比2》在Game Boy上创造纪录，成为本游戏平台最高销售量。本游戏共售出1百万份。《Fami通》给予本游戏评分为29/40。

## 關卡構成
全7個大關、最終頭目戰。

## 登場主要敵人

### 第一關
風語大樹（ウィスピーウッズ/Whispy Woods）
第一關的頭目身分，風語之森的守護者。在本作以帶著口罩及眼鏡的外型登場、以樹上的蘋果、蟲、一些怪物做攻擊，被打敗後通常會流下眼淚。

### 第二關
納福&內利（ヌラフ&ネリー/Nruff&Nelly）
第二關的頭目身分，是野豬、大隻的叫納福、小隻的叫內利。

### 第三關
甜美安康魚（スイートスタッフ/Sweet Stuff）
第三關的頭目身分，是安康魚。

### 第四關
冰龍（アイスドラゴン/Ice Dragon）
第四關的頭目身分。

### 第五關
太陽先生&月亮先生（Mr.シャイン&Mr.ブライト/Mr. Shine & Mr. Bright）
第五關的頭目身分，於前作夢之泉物語相似，在本作中追加使用日食進行攻擊。

### 第六關
獨眼雲（クラッコ/Kracko）
第六關的頭目身分，一隻眼睛，周圍生滿尖刺的雲。可以發射光束、閃電、丟出小怪攻擊。
於本作先行以未成形的形態登場（中間的眼睛僅四朵小雲圍繞）名為「獨眼雲二世(クラッコJr.)」。

### 第七關
帝帝帝大王（デデデ大王/King Dedede）
第七關的頭目身分，噗噗噗之國的國王，常發脾氣，經常和卡比作對，有好多次扮演壞人，但本性其實不壞。
跟卡比一樣能吸東西、有飛行的能力，但不會變身，經常使用槌子來攻擊敵人。於本作中遭暗物質附身而襲擊卡比。
刃士·暗物質（ダークマター/Blade Dark Matter）
本作的最終頭目，是卡比所面對的最大的敵人。是一群黑暗的物體、可以變身成多個面貌、可以分裂、也可以附身於別人身上。暗物質奪走「彩虹島(虹の島々)」的彩虹使島上的居民而苦，暗物質想佔領波普之星，暗物質給人最特別的印象就是那一隻眼睛。第1形態是以劍士姿態，外貌像劍士可揮動身上的劍攻擊敵人、還會使用黑能量球或劍光束。
真正·暗物質（リアルダークマター/Real Dark Matter）
本作的最終頭目，為暗物質的真正模樣。外型為一個球狀物體，上面有八個小球和一隻眼睛，攻擊方式為散發身上的小球追蹤敵人和射出闇光線。